# John James Adams
John James Adams (14. června 1895, Fort William, Kanada – 2. května 1968) byl hokejový hráč, trenér a manažer.
Adams patřil mezi významné osobnosti zahraniční NHL. Po něm je také pojmenovaná Jack Adams Award, trofej určená pro nejlepšího trenéra, kterého vybírají samotní trenéři. V NHL odehrál 11 sezon a dal 93 gólů. V letech 1927–1962 byl trenérem a následně manažerem týmu Detroit Falcons. Poté, co Detroit koupil milionář James Norris, klub byl přejmenován na Detroit Red Wings a Adams obdržel finanční prostředky na vedení mužstva. Detroit pod vedením trenéra Adamse získává v letech 1936, 1937 a 1943 Stanley Cup. Když nastoupil Adams v týmu jako manažer, Stanley Cup získal Detroit ještě 7x. Adams rozvíjel farmářský systém a byl znám, že jeho scouti objevovali mladé talenty (např. Terry Sawchuk a Gordie Howe) a uzavírali s nimi smlouvy v brzkém věku. V roce 1962 byl Adams propuštěn a v roce 1968 zemřel.

## Kluby ve kterých hrál jako hráč
- NHL, Toronto Arenas (1917–1919)
- PCHL, Vancouver (1920–1922)
- NHL, Toronto St. Patrick (1922–1926)
- NHL, Ottawa Senators (1926–1927)

## Ocenění
- Stanley Cup: 1918 a 1927